# Charles Gérin-Lajoie
Pour l’article homonyme, voir Lacerte.
Charles Gérin-Lajoie (28 décembre 1824-6 novembre 1895) est un fabricant, meunieur et homme politique fédéral du Québec.

## Biographie
Né à Yamachiche dans le Bas-Canada, il étudia au Séminaire de Nicolet. Il devient ensuite propriétaire d'un moulin et d'une usine dans son village natal. Représentant St. Maurice, il est élu député du Parti rouge à l'Assemblée législative de la province du Canada en 1863. Opposé à la confédération, il ne se représenta pas en 1867. Il revient en politique à titre de député du Parti libéral du Canada en 1874. Ne se représentant pas en 1878, il devient superintendant des Travaux publics dans la région de Saint-Maurice. Il est mort en fonction à Trois-Rivières en 1895.